# Strunkameise
Die Strunkameise (Formica truncorum) aus der Unterfamilie der Schuppenameisen (Formicinae) gehört zur Gattung der Waldameisen (Formica).

## Merkmale
Kopf und Mesosoma sind rostrot bis rötlichgelb gefärbt. Auch der erste Tergit der Gaster ist ausgedehnt rostrot gefärbt, die restliche Gaster weist eine braunschwarze bis schwarze Färbung auf. Die schwarzen Flecken auf Pronotum und Mesonotum fehlen oder erscheinen nur ganz undeutlich. Auch dem Kopf fehlt die schwarze Färbung gänzlich. Das Mesosoma und die Gaster zeigen eine starke, goldgelbe Behaarung und der Kopf trägt am Hinterhaupt einen Kranz abstehender Haare. Auch an der Kopfunterseite sind abstehende Haare vorhanden. Die Länge der Arbeiterinnen beträgt 3,5 bis 9 Millimeter.

## Verbreitung und Lebensraum
Das Verbreitungsgebiet erstreckt sich über ganz Europa bis in den Nordosten Asiens. Diese Art ist in Nordeuropa recht häufig, weiter südlich allerdings nur in Gebirgslagen anzutreffen. Sie lebt an warmen Plätzen auf trockenen und sandigen Böden, es sind in Polen aber auch Siedlungen in Torfmooren bekannt. Man findet die Kolonien an südseitigen Waldrändern oder auf ausgedehnten, karg bewachsenen Lichtungen.

## Lebensweise
Die Kolonien werden sozialparasitär bei Sklavenameisen (Serviformica) gegründet und die Staaten können einige Jahre monogyn bleiben. Mit der Zeit geht die Gemeinschaft durch Adoption von Jungköniginnen in eine Polygynie über. Häufig bilden sich dann auch polydome Nestgemeinschaften aus. Die Strunkameise ist bei weitem nicht so stark an ihren Standort gebunden wie andere Waldameisen und es kommt öfter zu Nestumzügen, beispielsweise bei zu viel Schatten, oder um Nahrungskonkurrenten auszuweichen. Die Nester verbleiben oft nur wenige Jahre an ihrem Standplatz.
Die Staaten sind eher klein und umfassen nur einige zehntausend Arbeiterinnen. Die Strunkameise hält von Oktober bis März Winterruhe und schwärmt an warmen Tagen zwischen Ende Juni und Mitte August.

### Nahrung
Als Nahrung dienen überwiegend Insekten und Honigtau.

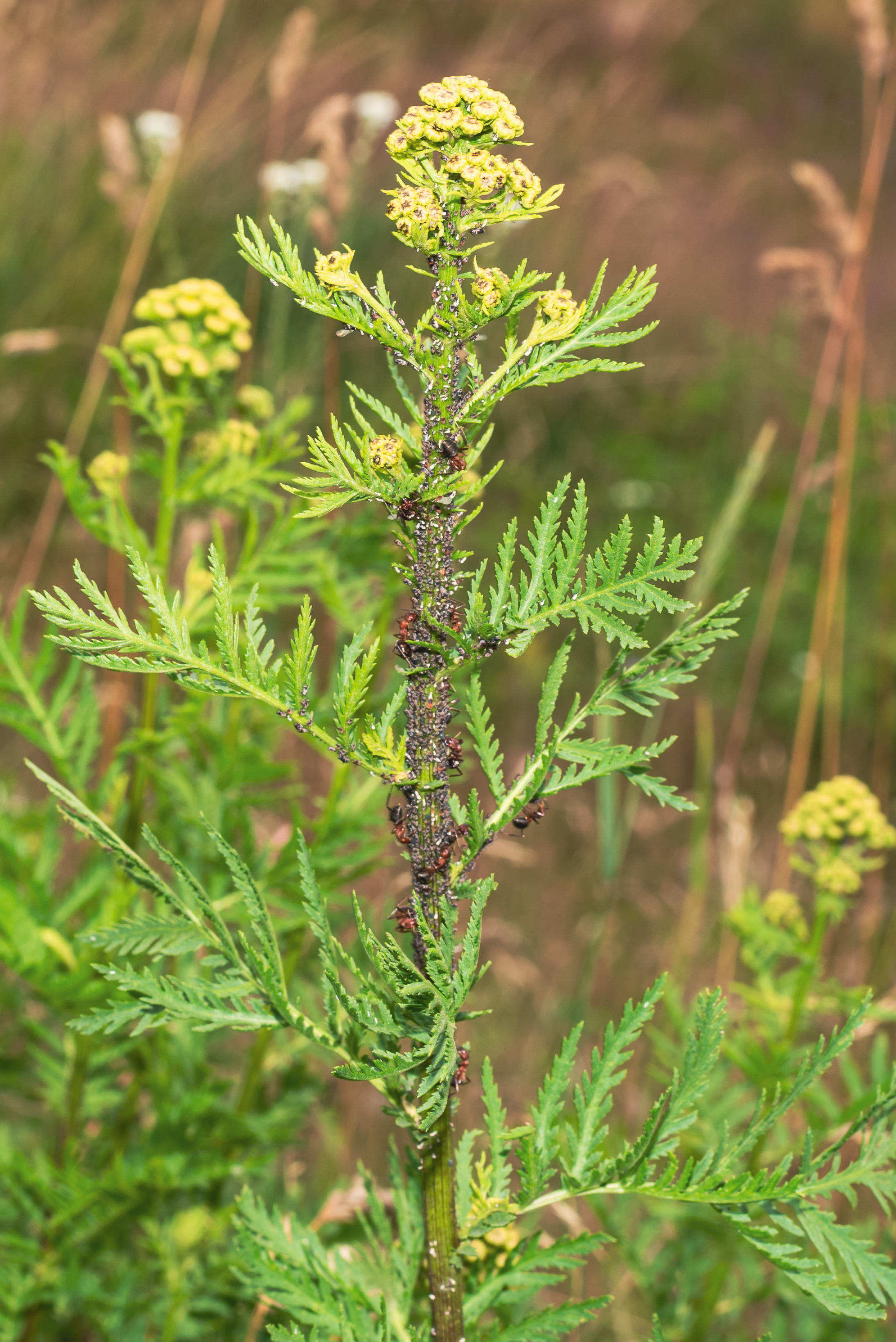
Strunkameisen beim Sammeln von Honigtau von Bunten Stängelläusen auf einem Rainfarn

### Nestbau
Die klassischen Hügelnester aus Pflanzenmaterial sind klein und unscheinbar. Sie sind auch unregelmäßiger geformt als die größeren Nester der Roten Waldameise (Formica rufa) oder der Kahlrückigen Waldameise (Formica polyctena). Meist werden die unregelmäßigen Kuppeln an der Südseite von Baumstämmen angelegt, manchmal auch an größeren Grasbüscheln. Als Materialien dienen größtenteils Baumnadeln, kleine Äste und trockenes Gras.

## Systematik
Es werden keine Unterarten der Strunkameise (Formica truncorum) mehr unterschieden, ehemalige, nun synonymisierte Unterarten sind:
- Formica truncorum finzii Stitz, 1939[4]
- Formica truncorum frontalis Santschi, 1919[5]
- Formica truncorum menozzii Stitz, 1939[6]
- Formica truncorum truncorum Fabricius, 1804[7]